# Глущенко Григорій Григорович
Григорій Григорович Глущенко (27.03.1990—25.02.2022) — сержант Збройних сил України, учасник російсько-української війни, що трагічно загинув під час російського вторгнення в Україну. 

## Життєпис
Народився 27 березня 1990 року в м. Луганськ. З 2021 року проживав у м. Черкасах. Був наймолодшим у багатодітній сім'ї, де було 8 дітей. Вивчився на тракториста, потім на механіка. Підтримував Євромайдан, після якого пішов до АТО. Під час російського вторгнення в Україну в 2022 році був командиром взводу матеріального забезпечення ракетного дивізіону зенітно-ракетного полку. 27 березня у нього мало відбутися весілля. Загинув 25 лютого 2022 року під Яготином під час обстрілу військової колони, де він був у машині прикриття.
Поховано в м. Черкаси.

## Нагороди
- 28 лютого 2022 року — за особисту мужність і самовіддані дії, виявлені у захисті державного суверенітету та територіальної цілісності України, вірність військовій присязі — нагороджений орденом «За мужність» III ступеня.[4]